# Jane Birkin/Serge Gainsbourg
Jane Birkin/Serge Gainsbourg este un album ce conține duete și piese solo cântate de Serge Gainsbourg și iubita sa de atunci, Jane Birkin. A fost lansat în 1969 și conținea hitul mondial "Je t'aime... moi non plus", devenit celebru datorită versurilor lascive.

## Tracklist
1. "Je t'aime... moi non plus" (4:23)
2. "L'anamour" (2:17)
3. "Orang-outang" (2:28)
4. "Sous le soleil exactement" (2:52)
5. "18-39" (2:39)
6. "69 année érotique" (3:21)
7. "Jane B" (3:09)
8. "Elisa" (2:31)
9. "Le canari est sur le balcon" (2:20)
10. "Les sucettes" (2:37)
11. "Manon" (2:41)

- Versurile și muzica au fost compuse de Serge Gainsbourg.

## Single
- "Je t'aime... moi non plus" (1969)